# Kaspar Baldung

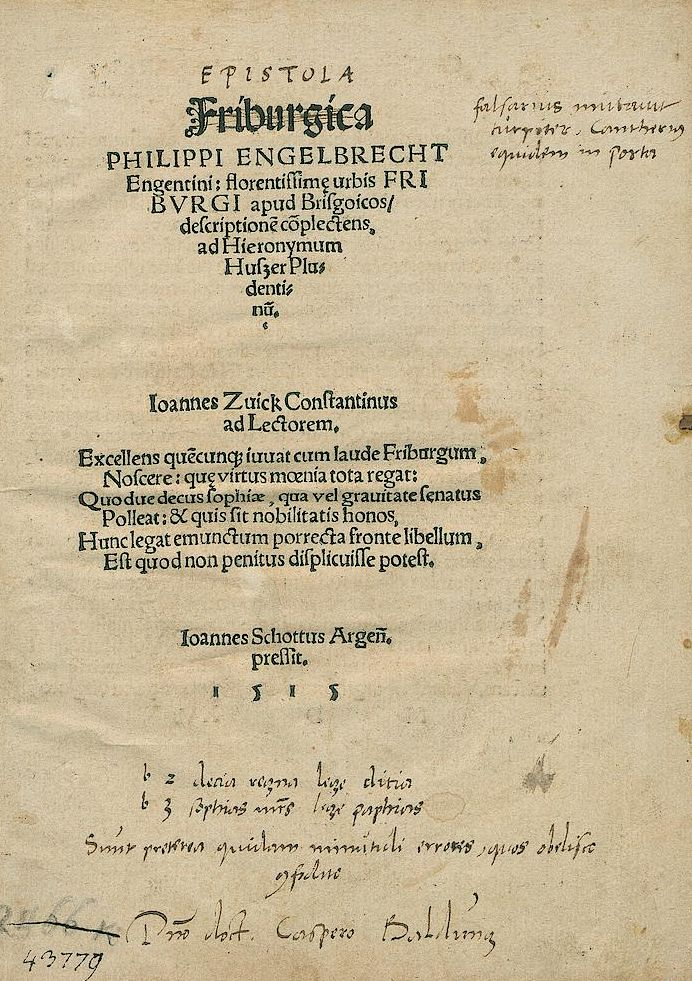
Widmungsexemplar für Kaspar Baldung, 1515

Kaspar Baldung (* um 1480 wohl in Schwäbisch Gmünd; † 1540) war ein Jurist.

## Leben
Baldung war der Bruder des Malers Hans Baldung, beider Vater ist unbekannt.
Baldung immatrikulierte sich 1499 an der Universität Freiburg im Breisgau und wurde 1503 Magister. Nach der Lehrtätigkeit an der Philosophischen Fakultät wechselte er in das juristische Fach. Er wurde um 1511 Dr. jur. 1510 bis 1522 lehrte er als Professor an der Juristenfakultät. 1521 war er Rektor der Universität.
1522 folgte er Sebastian Brant als Stadtadvokat von Straßburg nach, wo er bis 1531 tätig war. Anschließend ist er 1531/32 als Assessor am Reichskammergericht belegt.
Baldung ist auch als Historiker hervorgetreten. 1538 bat Gangolf von Hohengeroldseck Baldung um eine Stellungnahme zur Familiengeschichte der Geroldsecker von Matthäus Marschall von Pappenheim (überliefert als spätere Abschrift im Generallandesarchiv Karlsruhe 111/269).
Mit Anna Kaufmann, die er 1513 oder früher ehelichte, hatte er als Kinder unter anderem einen Sohn Johann und zwei Töchter. Die Tochter Magdalena heiratete in erster Ehe Philipp von Gottesheim, in zweiter Johann Bernhard Rümelin.
Ihm gehörte in Freiburg das Haus zur schönen Ecke (heute Münsterplatz 30).